# Expedição 55
Expedição 55 foi a 55ª expedição à Estação Espacial Internacional, realizada entre 27 de fevereiro e 3 de junho de 2018. Ela contou com seis integrantes, três norte-americanos, dois russos e um japonês. Iniciou-se com a desacoplagem da Soyuz MS-06, deixando três astronautas a bordo, e foi completada com a chegada de mais três integrantes na Soyuz MS-08 cerca de um mês depois. Encerrou-se com a partida da Soyuz MS-07, completando 95 dias de duração.

## Tripulação
| Posição             | Primeira parte (Fevereiro até março de 2018) | Segunda parte (Março até junho de 2018) |
| ------------------- | -------------------------------------------- | --------------------------------------- |
| Comandante          | Anton Shkaplerov                             | Anton Shkaplerov                        |
| Engenheiro de voo 1 | Scott Tingle                                 | Scott Tingle                            |
| Engenheiro de voo 2 | Norishige Kanai                              | Norishige Kanai                         |
| Engenheiro de voo 3 |                                              | Andrew Feustel                          |
| Engenheiro de voo 4 |                                              | Oleg Artemyev                           |
| Engenheiro de voo 5 |                                              | Richard Arnold                          |

## Insígnia
Os três anéis do emblema significam as nacionalidades dos tripulantes. Ele se cruzam numa interseção comum, simbolizando a colaboração e o foco único da tripulação a bordo da estação; a cor deles representa a energia e a força necessárias para transportar humanos e equipamentos ao espaço para operarem a ISS. As cores azul e verde do globo representam a magnificência da beleza do planeta. O fundo negro é a escuridão do espaço e o imenso desafio de explorá-lo. As seis estrelas representam cada um dos membros da expedição. Abaixo, na insígnia, estão as bandeiras nacionais dos tripulantes, e as linhas que se estendem para cima em direção a uma estrela e à ISS representam a dedicação de cosmonautas, astronautas e da equipe de apoio multinacional trabalhando juntas para explorar o espaço e descobrir novas ciências que beneficiarão todos os seres humanos.

## Missão
As principais experiências realizadas durante a missão foram o estudo de trovões e raios na atmosfera terrestre, biologia, testes sobre o impacto da microgravidade na medula óssea, o estudo da reação no espaço de diversos tipos de materiais e seus compostos e a simulação de gravidade dentro da estação. Desenvolvida pela Techshot, a plataforma multiuso 2G variável 
simula até 2G de gravidade artificial com dois carrosséis internos que giram simultaneamente. Ela foi usada para pesquisar a reação de grande variedade de tipos de amostras enfrentando essa miniatmosfera, como moscas da fruta, vermes, plantas, peixes, células, cristais de proteína e muitos outros.
Duas caminhadas espaciais foram realizadas pela dupla de astronautas americanos Feustel e Arnold, onde entre outras atividades foram instaladas antenas  WiFi, corrimões nos radiadores externos, e feita a remoção de protetores térmicos da ESP-2, uma das plataformas de aço, construídas para estocagem de componentes e peças de reposição do lado externo da estrutura. Duas naves não-tripuladas visitam a ISS durante e expedição: a SpaceX Dragon CRS-14 e a Cygnus CRS OA-9E, ambas americanas, trazendo cerca de seis toneladas de carga entre mantimentos, novos experimentos científicos, um mini laboratório e diversos hardwares para o complexo orbital; uma nave não-tripulada russa, a Progress MS-07, acoplada desde  a expedição anterior, foi desacoplada e trazida de volta pelo Controle de Missão em Moscou. Essas espaçonaves, não-reutilizáveis, são colocadas numa órbita descendente destrutiva e destruídas pela reentrada na atmosfera, que geralmente acontece nas áreas despovoadas do Pacífico Sul.

## Galeria
- A tripulação faz um autoretrato dentro do módulo Harmony .
- Astronautas trabalhando no módulo  Unity.
- Teste do traje espacial antes da atividade extraveicular no módulo Quest.
- Norishige Kanai com uma alface produzida em órbita.
- A Dragon sendo afastada da ISS pelo Canadarm2.
- Na Cúpula da ISS, o astronauta Andrew Feustel posando contra a Terra ao fundo, segura uma cópia do desenho "Paisagem Lunar" feita durante a II Guerra Mundial pelo menino judeu tcheco Petr Ginz quando era prisioneiro do campo de concentração de  Theresienstadt, na Tchecoslováquia.